# Karda Fàstik
Karda Fàstik va ser un grup de pop rock originari de la ciutat de Vic força popular a principis de la dècada del 1990. Després de guanyar el concurs de maquetes del Mercat de Música Viva de Vic el 1992, va presentar el seu primer treball discogràfic, Eixabur 1.

## Membres
- Joan Godayol «Gudi» (veu)[3]
- David Vila (saxo i teclat)
- Joan Rovira (baix)
- Arnau Vernis (guitarra)
- Xef Vila (bateria)

## Discografia
- 1992: Eixabuir 1
- 1994: Mans fredes cor calent